# دبلیوزد قیفاووس
دبلیوزد قیفاووس یک ستاره است که در صورت فلکی قیفاووس قرار دارد.